# Уайнсбург, Огайо
«Уайнсбург, Огайо» (англ. Winesburg, Ohio) — сборник рассказов американского писателя Шервуда Андерсона, опубликованный в 1919 году. Считается лучшей из его книг.

## Содержание
Сборник включает 25 рассказов о жизни вымышленного провинциального города на Среднем Западе. В нём нет общей сюжетной линии, но многие персонажи переходят из рассказа в рассказ, а один, Джордж Уиллард, проходит почти через все рассказы сборника и уезжает из Уайнсбурга в последнем.

## Восприятие
«Уайнсбург, Огайо» был воспринят критиками с большим энтузиазмом. Он считается лучшей книгой Андерсона. Однако для писателя это имело и негативный эффект: все последующие его книги, ставшие менее удачными, критики воспринимали слишком сурово, так как ждали от автора большего.